# Chicago Muscle
I Chicago Muscle sono stati una società di pallacanestro statunitense con sede a Palatine, nell'Illinois.
Nacquero nel 2012 per partecipare al campionato PBL. Disputarono una stagione, non qualificandosi per i play-off. Fallirono prima dell'inizio della stagione 2013.

## Stagioni
| Stagione | Lega | Denominazione  | V | P  | %    | Piazzamento | Play-off |
| -------- | ---- | -------------- | - | -- | ---- | ----------- | -------- |
| 2012     | PBL  | Chicago Muscle | 9 | 10 | 47,7 | 3º          | -        |